# Cerebro
Pour l’article homonyme, voir Cerebro (anciennement Eagle) pour le logiciel de cyber-surveillance.
Cerebro est un dispositif technologique de fiction apparaissant dans la série de comic books sur les X-Men, une équipe de super-héros évoluant dans l'univers Marvel de la maison d'édition Marvel Comics. Sa capacité majeure est de décupler la puissance des pouvoirs des télépathes, permettant entre autres d'améliorer la détection des mutants à travers le monde.
Ordinateur de haute technologie créé par le Professeur Charles Xavier avec l'aide de Magnéto (et plus tard amélioré par Henry McCoy, alias Le Fauve), Cerebro est situé dans le Manoir des X-Men à l'Institut Xavier. En temps normal, il est utilisé par Xavier, mais d'autres personnages l'ont parfois utilisé dans les comics et autres versions, comme Jean Grey ou Emma Frost.
Dans certaines versions (années 2010 et postérieure), Cerebro est personnifié avec le personnage appelé Cerebra (en).

## Présentation

### Utilisation et fonctionnement de l'appareil dans lescomics
Cerebro amplifie les ondes cérébrales de son utilisateur. Si ce dernier est télépathe, il lui permet de détecter les traces d'autres mutants sur tout le globe terrestre. La description de sa puissance a été inconsistante dans la série : à certains moment, l'ordinateur permettait de détecter des aliens mutés en dehors de la planète, alors qu'à d'autres il pouvait seulement scanner les signatures de mutants dans les États-Unis. Il n'est pas non plus indiqué clairement s'il détecte les mutants par la signature d'énergie qu'ils émettent en utilisant leurs pouvoirs ou par la présence du Gene X dans leur corps, ces deux méthodes ayant été mentionnées alternativement dans les comics.
Utiliser Cerebro peut être extrêmement dangereux, et les télépathes n'ayant pas un esprit bien entraîné et discipliné s'exposent à de grands risques s'ils tentent de l'utiliser. Cela est dû au choc psychique qu'ils subissent en pilotant Cerebro : comme il amplifie énormément les capacités psychiques naturelles, ceux qui ne sont pas préparés à une telle amplification peuvent être rapidement et facilement submergés, causant folie, coma, dommages cérébraux permanents et parfois même mort. La seule exception connue est Magnéto, qui a été dit avoir des capacités télépathiques mineures ou latentes, et les a renforcé avec des appareils de sa propre création. Kitty Pryde a amélioré Cerebro afin que les non-télépathes puissent l'utiliser, durant la période ou Xavier était absent et que Rachel Summers avait quitté l'équipe. Ainsi, Kitty a été capable d'utiliser l'appareil pour localiser Diablo, qui était porté disparu après une bataille avec Nimrod.
Les seuls personnages à avoir utilisé fréquemment Cerebro sont le Professeur X, Jean Grey et Emma Frost. Cependant, Rachel Summers et Psylocke l'ont également utilisé. Après que l'appareil a été amélioré en Cerebra, Cassandra Nova l'utilisa afin d'échanger son esprit avec Xavier.
Certains mutants ont montré une aptitude à se protéger contre Cerebro, généralement en se couvrant au moyen de leurs propres capacités télépathiques. Magnéto, tout particulièrement, en a été capable, au moyen de capacités télépathique minimales dans le comic et d'un casque dans le film.

### Historique
Originellement, Cerebro était un appareil semblable à un ordinateur construit dans un bureau du lieu de travail de Xavier. Cette ancienne version de Cerebro marchait aux cartes digitales, et ne nécessitait aucun utilisateur, télépathe ou non pour marcher en interface avec. Une version prototype de Cerebro, nommée Cyberno fut utilisée par Xavier pour trouver Scott Summers. Dans la première apparition publiée de Cerebro, le Professeur X quitte temporairement les X-Men pour une mission secrète (pour trouver Lucifer) et laisse Cerebro au nouveau chef de l'équipe, Cyclope, qui l'utilise pour garder la trace des mutants et en repérer de nouveaux. L'appareil avertit aussi les X-Men de l'arrivée imminente du Fléau (qui n'est pourtant pas un mutant) avant même la première apparition de ce dernier. Plus tard, l'appareil fut amélioré en la grande machine plus célèbre, avec la technologie basée sur la télépathie et le casque-interface.
Quand Bastion vola Cerebro l'ordinateur fut utilisé avec son programme via la nanotechnologie. L'entité en résultant, une forme consciente de Cerebro, créa deux subordonnés, Cerebro Alpha et Beta, à travers lesquels il agirait sans s'exposer lui-même. Il utilisa aussi les records issus de la Salle des Dangers sur les pouvoirs des X-Men et de la Confrérie des mauvais mutants pour créer sa propre équipe d'X-Men imposteurs, dont les membres possédaient les pouvoirs combinés des deux équipes. L'objectif de Cerebro était de placer les humains normaux en état de stase pour que les mutants héritent de la Terre, et à cette fin il pourchassa un groupe d'enfants synthétiques appelés les Mannites qui possédaient de puissants pouvoirs psychiques. Il fut finalement détruit par les X-Men, avec l'aide du Professeur X et de la mannite nommée Nina.
Plus récemment en 2001, suivant l'exemple des films X-Men, Cerebro a été remplacé par Cerebra (présentée comme la sœur de Cerebro), une machine de la taille d'une petite salle dans les sous-sols de l'École de Xavier. Bien que dessinée en se basant sur le design du Cerebro du film, Cerebra reste relativement plus petit.

## Apparitions dans d'autres médias

### Cinéma
Cerebro apparaît dans la trilogie de films, débutée avec X-Men (2000). Il est vu principalement dans les deux premiers films. Il est utilisé pour la première fois par Xavier dans le premier film, pour localiser Malicia lorsqu'elle fugue. L'ordinateur joue un rôle crucial dans le second opus (2003), où William Stryker en fait une copie dans sa base et le modifie afin qu'il serve à tuer tous les mutants dans le monde. Cerebro est ici représenté comme assez grand pour remplir toute une salle, et si puissant que seul Xavier peut l'utiliser sans danger. Néanmoins, Jean Grey l'a utilisé une fois en dernier recours.
Dans le premier film, il est dit que le Cerebro a été conçu par Charles Xavier et Magneto et que c'est pour cette raison que ce dernier sait comment en contrer les effets.
Dans X-Men : Le Commencement, le Cerebro est créé par Henry « Hank » McCoy et installé dans une base secrète de la CIA. Il est utilisé pour la première fois par Charles Xavier pour localiser Sebastian Shaw et Emma Frost.
Dans X-Men : Days of Future Past, le Cerebro a été réintégré dans l'Institut Xavier et son apparence se rapproche plus des films originaux. Cependant, il a été laissé à l'abandon par un Charles Xavier dépressif et ayant renoncé à ses dons de télépathe. Celui-ci acceptera de le réutiliser afin de localiser Mystique (en fuite) mais l'appareil dysfonctionne, du fait des récentes perturbations psychologiques de Xavier. Un peu plus tard, il reprendra confiance en lui et tentera un nouvel essai, avec victoire. Plus tard, Mystique s'introduit dans l'Institut et détruit Cerebro afin que Charles ne puisse plus la localiser.
En 2023, la Salle du Cerebro est utilisée comme centre d'expérimentations par les généticiens de Trask. Ceux-ci effectuent des expériences sur Malicia afin de pouvoir transmettre son pouvoir aux Sentinelles. La salle étant protégée des ondes psychiques, Charles Xavier ne peut y accéder de l'extérieur et c'est pour cette raison qu'il pensait Malicia décédée.

### Télévision
Cerebro est fréquemment vu dans la série télévisée d'animation X-Men: Evolution, notamment dans le début de la saison 1, où il est fréquemment utilisé par Xavier pour localiser les mutants élèves potentiels pour son institut. Shadowcat, Malicia et vraisemblablement Diablo ont été trouvés de cette manière. Pour une raison peu claire, l'un des objectifs majeurs de Mystique au début de la série est d'atteindre Cerebro pour en tirer des informations, ce à quoi elle parvient dans la saison 2. 
À l'origine, Cerebro était un ordinateur d'assez petite taille dissimulé dans l'un des murs de l'institut, mais cette version est par la suite détruite par le Fléau, ce qui mène par la suite à la construction d'un nouveau Cerebro plus semblable à celui vu dans le film.